# فرانسوا فان دن بوسخ
فرانسوا فان دن بوسخ (انگلیسی: François Van Den Bosch؛ زادهٔ ۸ سپتامبر ۱۹۳۴) دوچرخه‌سوار اهل بلژیک است.